# Synagoge (Obergrombach)
Die letzte ehemalige Synagoge in Obergrombach (inzwischen in Bruchsal eingemeindet) ist heute eine evangelische Kapelle, die vorletzte ein Wohnhaus.

## Die jüdische Gemeinde in Obergrombach
Die erste Erwähnung eines jüdischen Einwohners in Obergrombach stammt aus dem Jahr 1646, doch schon 1632 wurde am Eichelberg ein jüdischer Friedhof angelegt, der auch zahlreichen Gemeinden umliegender Orte als Begräbnisstätte diente. Danach vergrößerte sich die Gemeinde stetig bis zu einem Höchststand von 58 Personen im Jahr 1839. 1827 wurde sie dem Rabbinatsbezirk Bruchsal zugewiesen. 1888 löste sich die Gemeinde auf und die letzten in Obergrombach verbliebenen Juden wurden der Gemeinde Untergrombach zugeordnet. 1933 lebten in Obergrombach nur noch drei Personen jüdischen Glaubens, von denen eine durch die Nationalsozialisten ums Leben gebracht wurde.

## Vorgängerbauten
Die jüdische Gemeinde Obergrombachs richtete sich zunächst einen Betsaal in einem Privathaus neben der Kirche ein. 1790 folgte der Bau der ersten Synagoge mit Mikwe in der Burggasse neben dem alten Stadttor und gegenüber dem Rathaus. Dieses Gebäude wurde bis in die Mitte des 19. Jahrhunderts als Synagoge genutzt; danach diente es noch als rituelles Bad und als Frauenbad und beherbergte eine koschere Metzgerei. Heute ist es ein Wohnhaus.

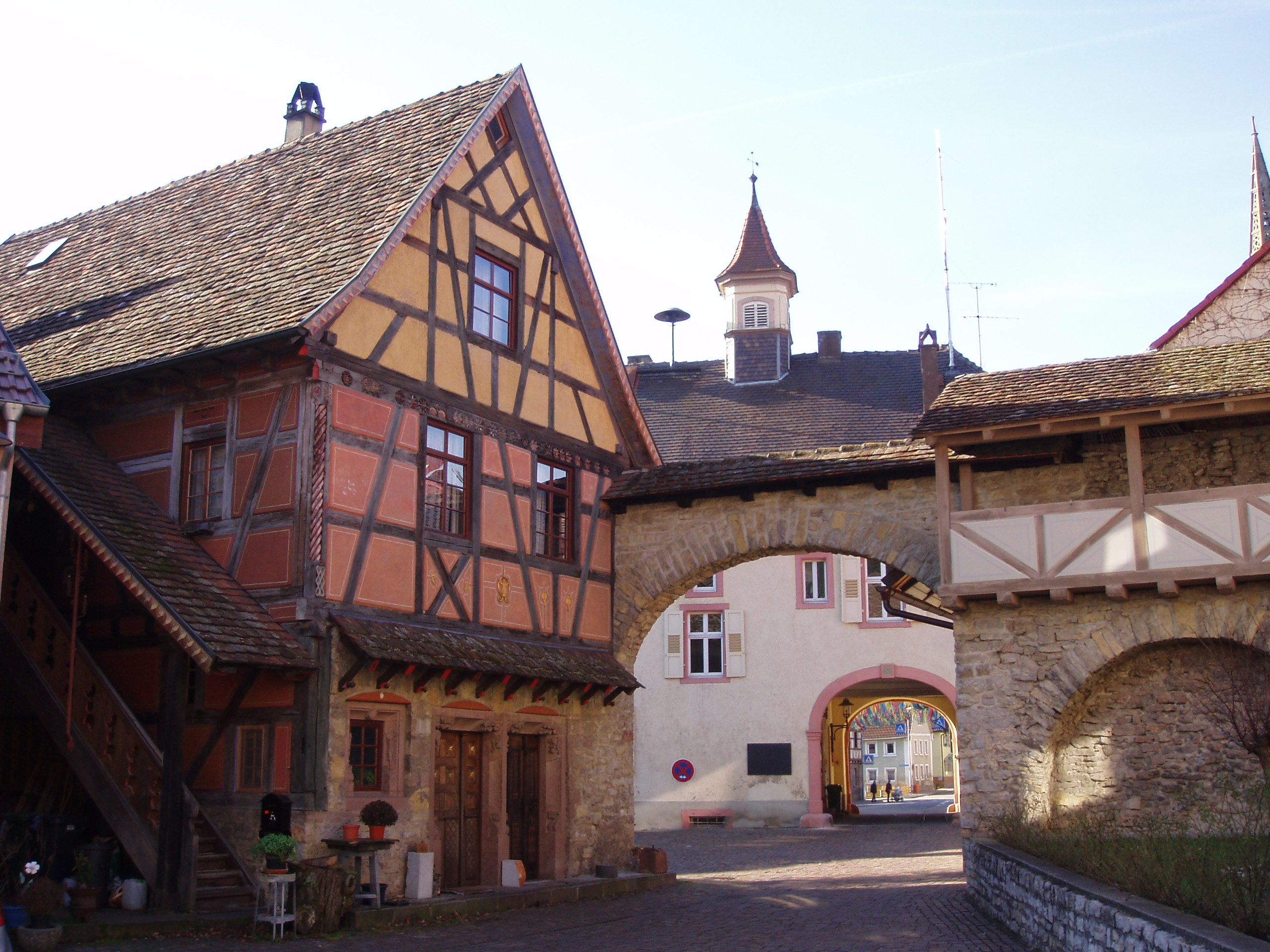
Die Synagoge am Stadttor
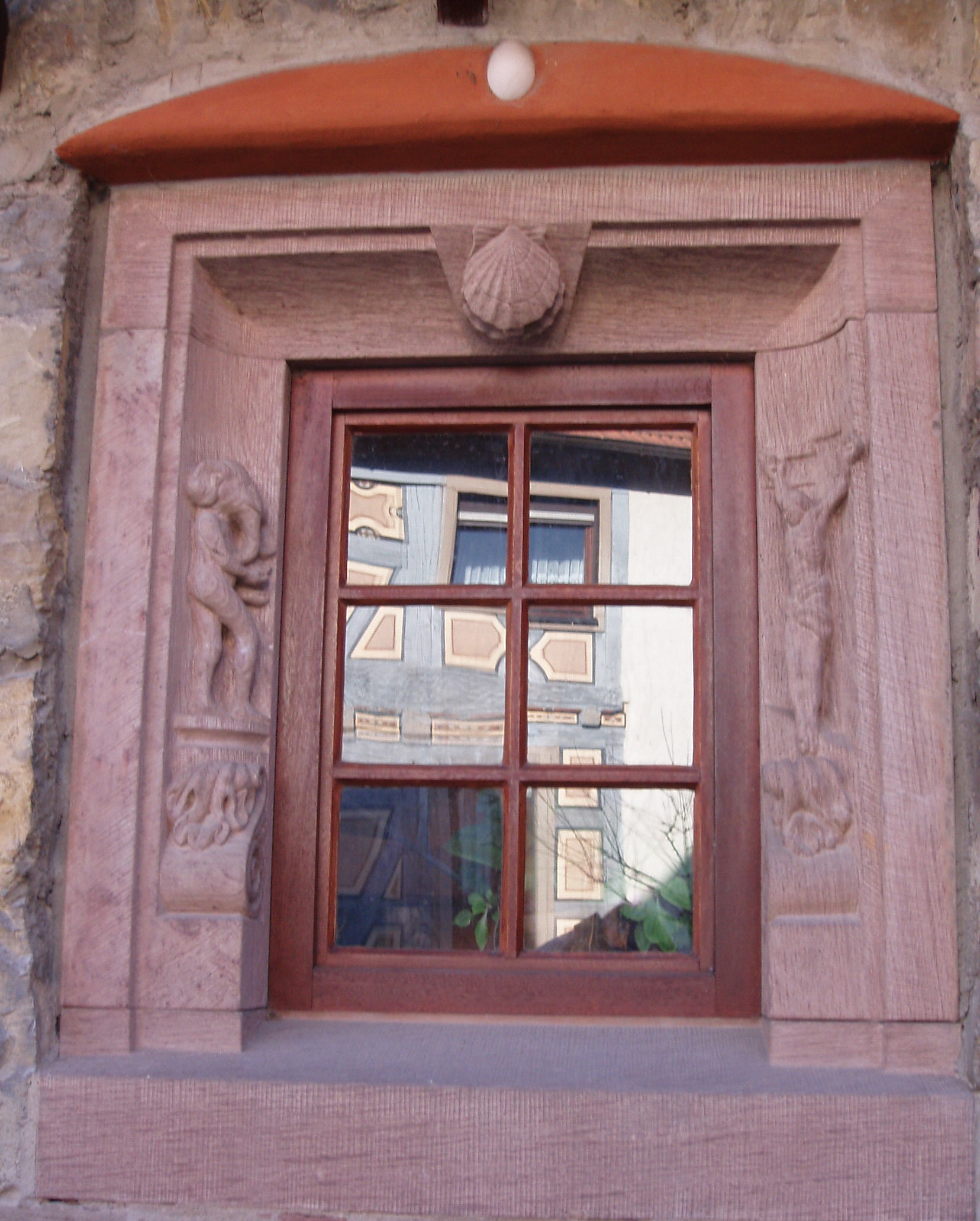
Fenster
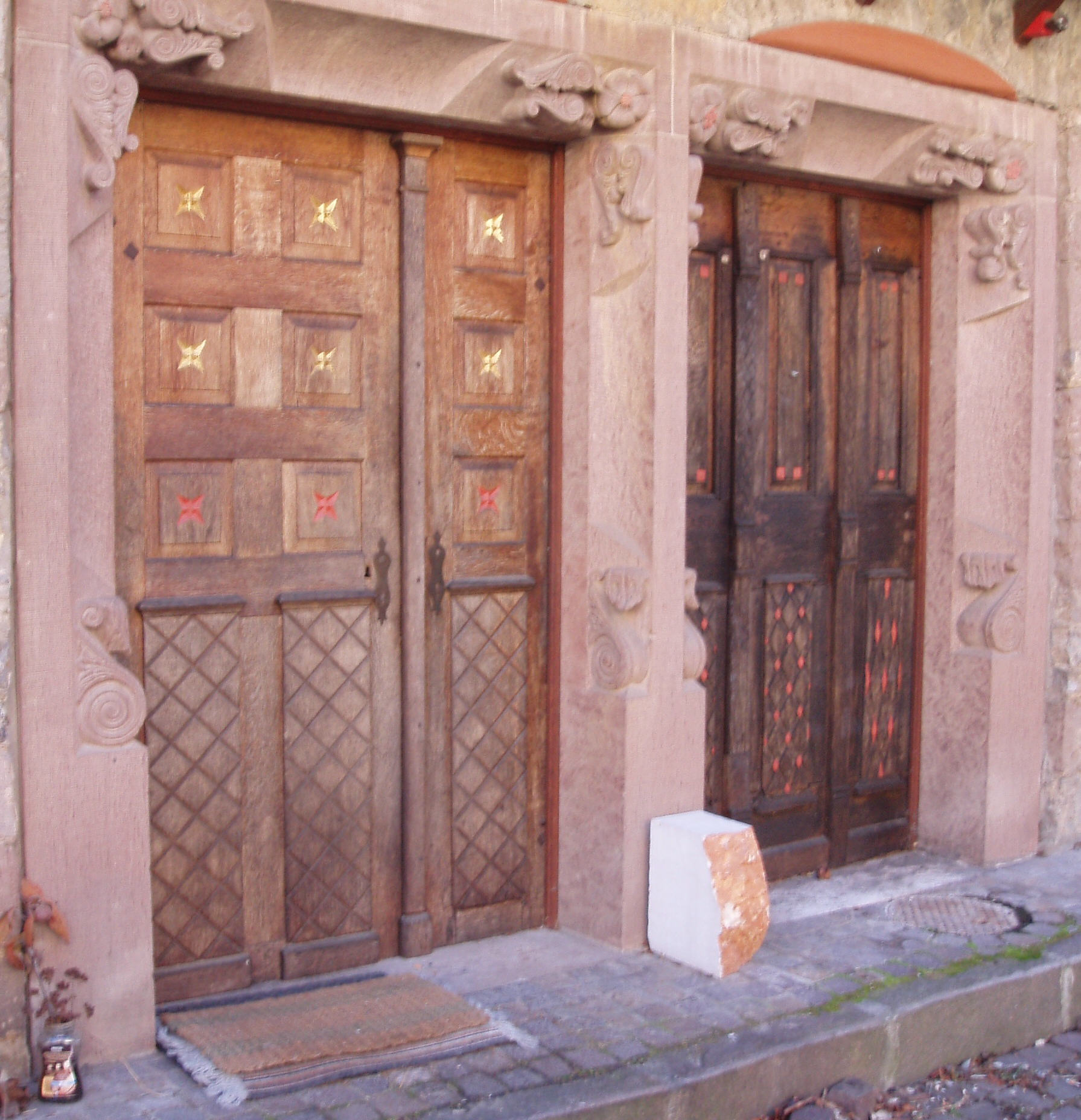
Türen
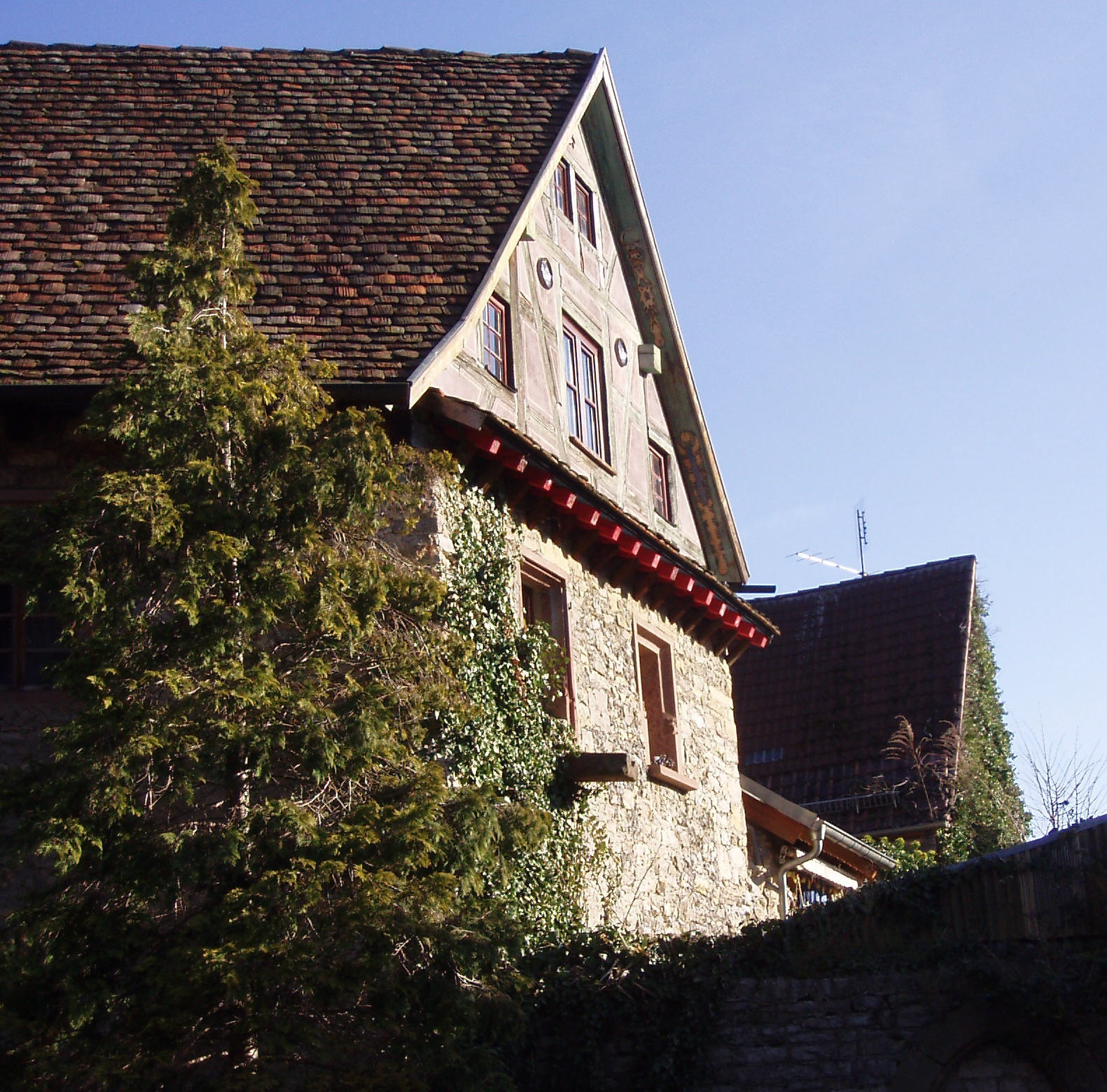
Rückseite der Synagoge

## Kapelle und Synagoge
Im Jahr 1846 ging die ehemalige katholische Kapelle und Pfarrkirche St. Martin in den Besitz der jüdischen Gemeinde über. Das aus dem 14. Jahrhundert stammende spätgotische Bauwerk war zwecks Abriss versteigert worden, wurde jedoch von der jüdischen Gemeinde mit Ausnahme des Chors erhalten und zur Synagoge umgewandelt. Da die Auflage gemacht worden war, in der ehemaligen Kirche kein rituelles Bad einzurichten, verblieb die Mikwe in der bisherigen Synagoge. Nach der Auflösung der jüdischen Gemeinde 1888 kaufte die Familie von Bohlen und Halbach, die wenige Jahre zuvor schon Burg und Schloss Obergrombach in ihren Besitz gebracht hatte, das Gotteshaus und wandelte es wieder in eine christliche Kapelle um. Die übertünchten kunstgeschichtlich bedeutenden Fresken aus der Zeit des Speyrer Bischofs Johannes II. Nix von Hoheneck (1459–1464), die u. a. die Passionsgeschichte zeigen, wurden 1890 wieder freigelegt. Diese Schlosskirche wird heutzutage im Sommerhalbjahr von der evangelischen Kirchengemeinde genutzt. Ein Großteil des Inventars aus der Zeit als Synagoge, darunter das Gestühl, Leuchter und der Rest des Toraschreins, befindet sich nach wie vor in dem Gebäude und wird weiter verwendet. Hölzer des Dachstuhls konnten dendrochronologisch auf das Jahr 1447 datiert werden.

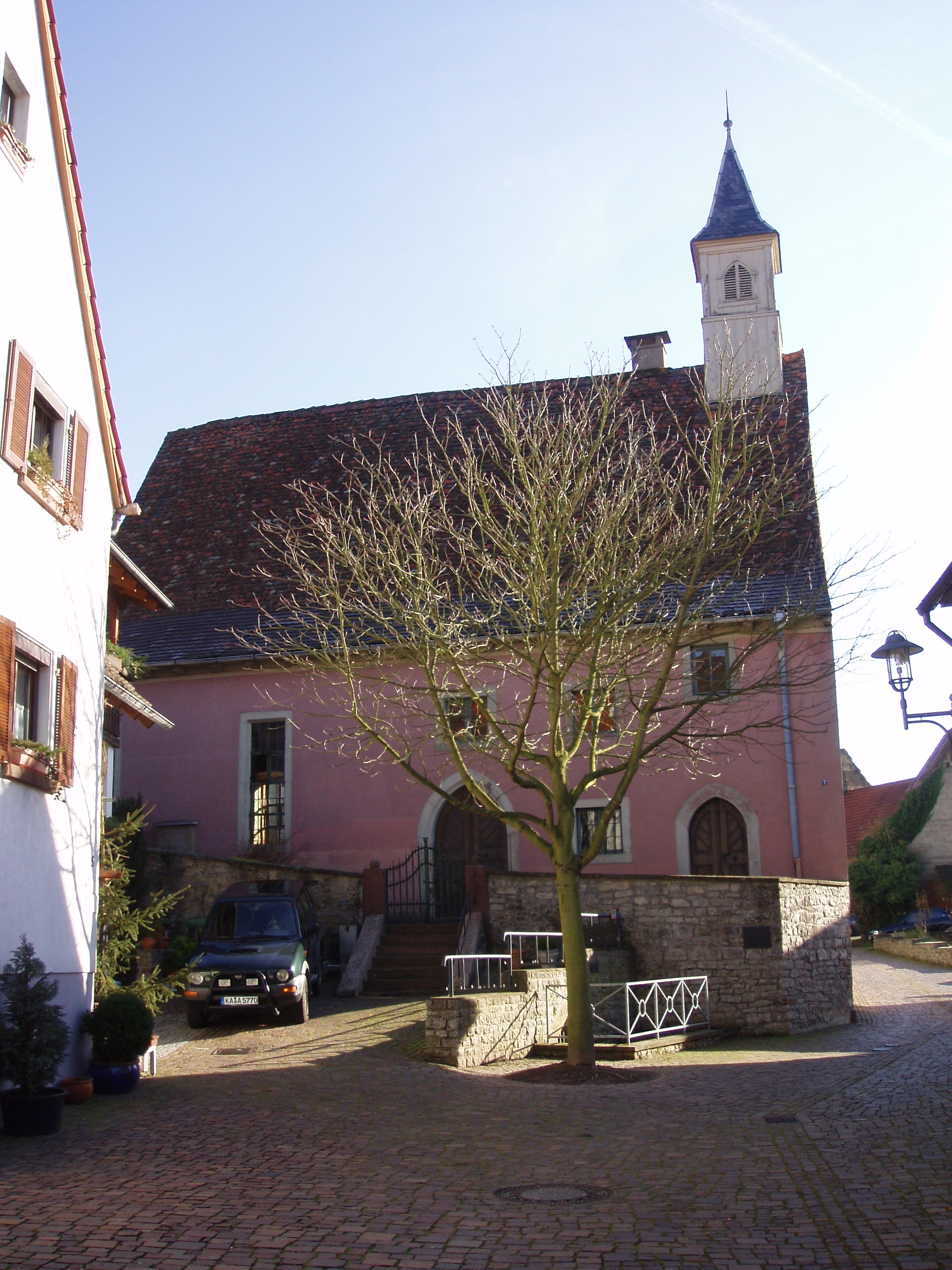
Die Burg- oder Schlosskapelle
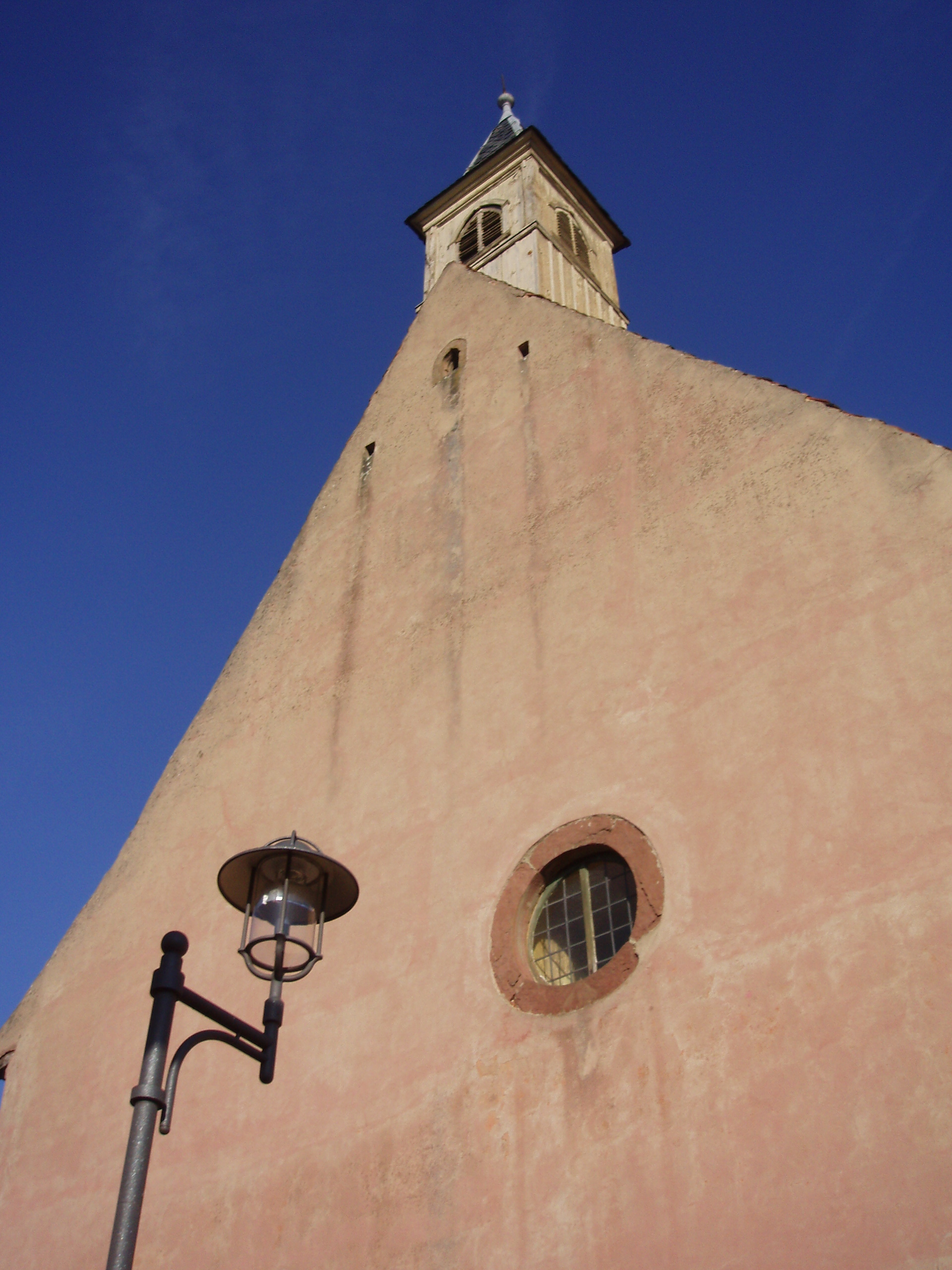
Giebelseite
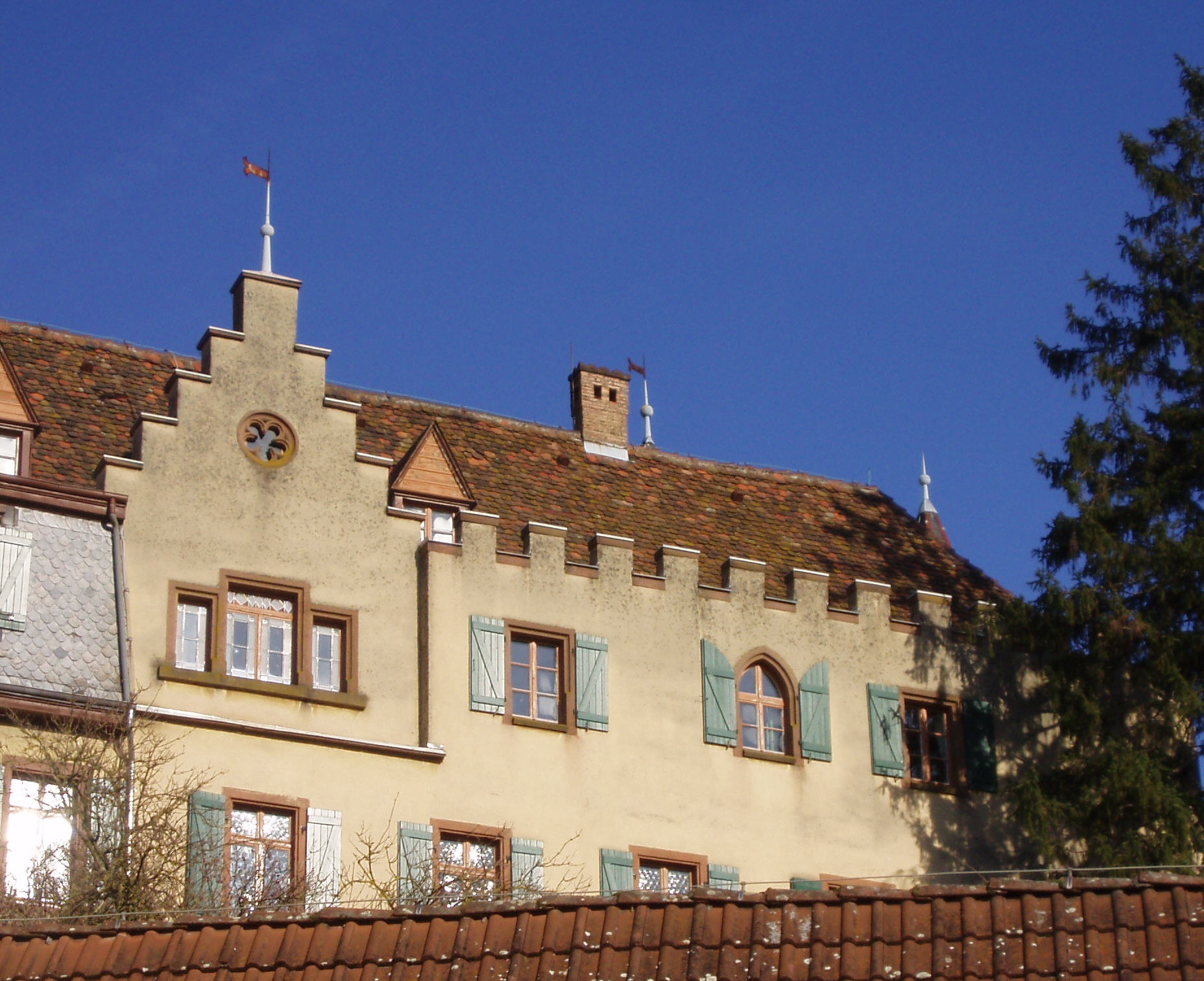
Schloss Obergrombach
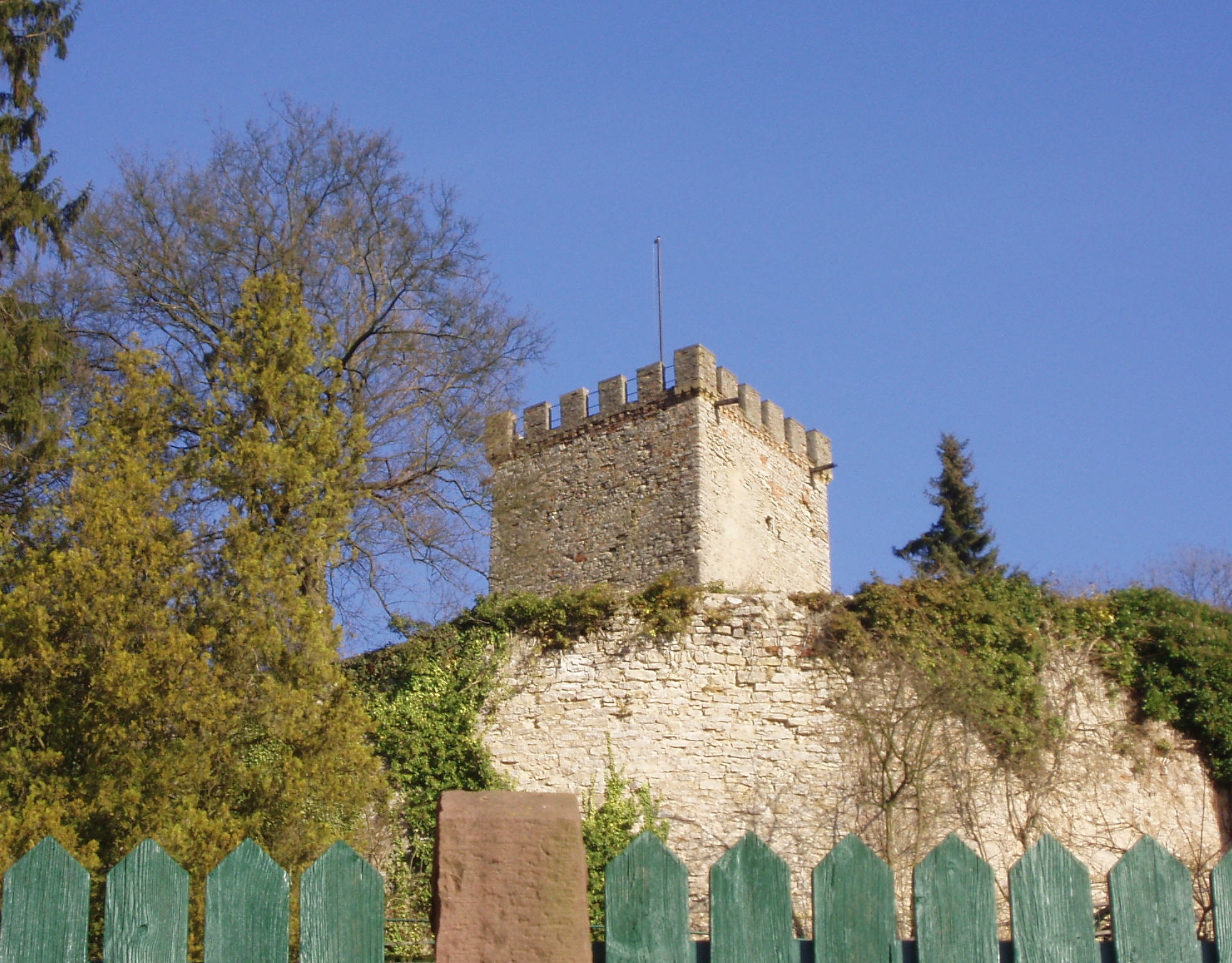
Burg Obergrombach

An den beiden Gebäuden, die jeweils eine Zeit lang als Synagoge Obergrombachs gedient haben, befinden sich heute Hinweistafeln.